# Сингапурская помощь Ираку в ирано-иракской войне
Сингапур — это мощный коммерческий хаб со слабым экспортным контролем, являвшийся одновременно и перевалочным пунктом для потока оружия направленного в Ирак, в том числе и химического, и местом собственного лицензированного производства вооружений по иностранным конструкторским разработкам.

## Минное производство
Одним из самых ярких явлений ирано-иракской войны были подразделения иранских добровольцев бежавшие сквозь минные поля, чтобы их расчистить и принося в жертву при этом собственные жизни. Минная война в Персидском заливе стала одним из оснований для прямого военного вмешательства США на стороне Ирака. Уместно было бы знать источники происхождения этих мин.

### Итальянские минные технологии
Во время войны Италия экспортировала морские и наземные мины обеим враждующим странам. Её минная промышленность представлена тремя небольшими компаниями: Valsella, Misar и Tecnovar. Две последние основаны бывшими работниками Вальселлы. Все три специализируются на производстве наземных мин и их комплектующих и занимаются прямым экспортом своих товаров, а также лицензированием своего производства за рубежом. Львиную долю их доходов составляет экспорт, обусловленный удачным банковским и экспортным контролем, и общественной поддержкой военного развития.
Учитывая важность минных полей, проходимых порой только лишь за счёт иранской храбрости, значение мин не могло быть занижено. Однако, после того как итальянское правительство усилило экспортный контроль, производство пришлось перенести в Сингапур.

### Перенос итальянского производства в Сингапур
С началом ирано-иракской войны в сентябре 1980 года, Вальселла стала получать правительственные разрешения на осуществление экспортных поставок в Ирак. Всего было выдано восемь лицензий, последняя была выдана в 1982 году и срок её действия истёк в январе 1984 года. Оценка общей стоимости поставок превышает 110 миллионов долларов США. Однако дальнейшее политическое давление привело к росту экспортных ограничений в Ирак. Для обхода этих ограничений в 1982 году компания открыла новый филиал в Сингапуре, где собирались мины из комплектующих Вальселлы и взрывателей от шведской фирмы Bofors для последующей отправки в Ирак. Эти поставки длились вплоть до 1986 года.
В 1984 году корпорация Фиат постепенно приобрела контроль над Вальселлой и Мизаром. К этому времени Valsella сконцентрировала свои исследования и разработки на всё более сложных наземных минах (таких как мины с электронным взрывателем, мины с дистанционной активацией посредством кодированного радиосигнала), в то время как Misar сосредоточился на развитии морских мин, хотя и не в ущерб производству наземных систем.

## Поставки химического оружия
В декабре 2002 года иракская декларация о вооружениях, насчитывающая 1200 страниц, открыла целый список восточных и западных государств и корпораций, а также частных лиц, экспортировавших в Ирак на протяжении двух последних десятилетий материалы биологического и химического характера. Из декларации следовало, что крупнейшие поставщики прекурсоров для производства химического оружия находились в Сингапуре (4515 тонн). Сингапурская фирма некоего Ким Аль-Халея поставила в Ирак более 4500 тонн боевых газов VX и зарин, прекурсора иприта, а также производственное оборудование.
Глава инспекционной комиссии ООН Ханс Бликс пришёл к таким же выводам, в своём докладе Совету Безопасности ООН от 27 января 2002 года основанном на результатах инспекции по контролю за вооружениями в Ираке. Американский журналист и исследователь  Кеннет Тиммерман отмечал: «Последний рапорт Бликса в ООН зафиксировал множественные неудачные попытки уличить Ирак в сокрытии запрещённых вооружений. Иракские документы впервые обнажили всемирную сеть снабжения, опиравшуюся на высокоуровневую поддержку со стороны правительств и основных банков Европы, Азии и Среднего Востока. Диапазон поставщиков варьировался от огромных международных корпораций, таких как Hoechst AG из Германии, до малоизвестных юридических лиц, вроде предприятия называемого иракцами «Ким Аль-Халей» из Сингапура, поставившее по их словам более 4500 тонн VX, зарина, прекурсоров горчичного газа и производственное оборудование».
Иракские документы ссылаются также на ряд различных компаний из третьих стран, выступавших в качестве покупателей для Ирака. Так, например, Индия поставляла прекурсоры для боевых отравляющих веществ в Ирак (и как потом выяснилось, те же материалы и в тех же количествах в Иран), благодаря багдадскому посреднику, выходцу из Ирака с германским паспортом, основавшему предприятие в Сингапуре исключительно для этой цели.